# Wyspa Roosevelta
Wyspa Roosevelta  (ang. Roosevelt Island ) – bezludna „wyspa” – wyniesienie lodowe (ang. ice rise) – w północno-wschodniej części Lodowca Szelfowego Rossa na Morzu Rossa u wybrzeży Półwyspu Edwarda VII w Antarktydzie Zachodniej.

## Nazwa
Nazwa wyspy upamiętnia 32. prezydenta Stanów Zjednoczonych Franklina Delano Roosevelta (1882–1945) .

## Geografia
Wyspa Roosevelta leży w północno-wschodniej części Lodowca Szelfowego Rossa na Morzu Rossa na południe od Zatoki Wielorybiej u wybrzeży Półwyspu Edwarda VII w Antarktydzie Zachodniej . Jest to wyniesienie lodowe (ang. ice rise) przylegające do podłużnego fragmentu dna morskiego ok. 150–350 m p.p.m., o długości ok. 150 km i szerokości ok. 70 km. Już pionierskie badania przeprowadzone podczas drugiej ekspedycji antarktycznej Byrda w latach 1933–1935 wykazały, że jej duża północno-zachodnia część nie unosi się na powierzchni, lecz przylega do dna .
Ma ok. 145 km długości i ok. 56 km szerokości , a jej powierzchnia wynosi ok. 7910 km² . Długość jej linii brzegowej to ok. 352 km . W jej środkowej części pasmo wznoszące się na wysokość 550 m m.p.n. .
Grubość lodu na Wyspie Roosevelta waha się od 400 do 900 m . Wyspa jest bezludna .

## Historia
Wyspa Roosevelta została odkryta w 1934 roku przez Richarda Byrda (1888–1957) .
W latach 2011–2012 i 2012–2013 prowadzono na wyspie wiercenia lodu w ramach programu Roosevelt Island Climate Evolution (RICE), pobierając rdzenie lodowe z głębokości 426 m.